# مسجد عائشة الحيدري
مسجد عائشة الحيدري من مساجد بغداد الأثرية القديمة التي بنيت في عهد الدولة العثمانية، ويقع في حي الأعظمية في جانب الرصافة من بغداد، وذكرهُ المؤرخ وليد الأعظمي في كتابهِ تاريخ الأعظمية: (يقع هذا المسجد بجوار بريد الأعظمية، أنشأه المرحوم عبد الله سالم مسجداً صغيراً وسقاية، ومقبرة لآل الحيدري. وقد أهمل المسجد مدة طويلة، وأعيد تعميره أخيراً)، وتاريخ تأسيسه كتب في أعلى واجهة باب المسجد عام 1330 هـ/1912م، وسمي نسبة إلى عائشة الحيدري، وجدد بناؤه ديوان الوقف السني في العراق، وفيهِ حرم صغير يتسع لحوالي 70 مصل، وبعد إعادة تعميرهِ اضيف للحرم مصلى في الطابق الثاني يتسع لحوالي 20 مصل، وتقام فيهِ حالياً الصلوات الخمس فقط. وأعيد تعمير المسجد وصيانتهِ مرة أخرى بعد اندلاع حريق فيهِ سنة 2020.